# Sherab Woeser
Sherab Woeser, aussi appelé Sherab Woeser Chophel est le rédacteur en chef tibétain du site Phayul.com depuis 2011. 

## Biographie
Sherab Woeser a fait ses études au TCV à Dharamsala. Il a obtenu son Baccalauréat universitaire à l'université du Panjab à Chandigarh. Durant ces années d'études, il a été secrétaire général de 2001 à 2002 puis président jusqu'en 2003 de la branche régionale du Congrès de la jeunesse tibétaine (TYC) à Chandigarh. En 2004, il effectuait un master d'anglais par correspondance alors qu'il était secrétaire des relations internationales du TYC et rédacteur en chef du magazines Rangzen du TYC.
Il devint ultérieurement rédacteur en chef du Tibetan Bulletin.
En 2008, il coordonna avec Lobsang Yeshi, vice-président du TYC, la « Marche de retour au Tibet »,,.